# Alocoelidia fulva
Alocoelidia fulva är en insektsart som beskrevs av Evans 1954. Alocoelidia fulva ingår i släktet Alocoelidia och familjen dvärgstritar. Inga underarter finns listade i Catalogue of Life.